# SC Siegelbach

Vereinswappen

Der Sportclub Siegelbach ist ein deutscher Sportverein aus Siegelbach, einem Stadtteil Kaiserslauterns. Der Verein ist vor allem für seine Frauenfußballmannschaft bekannt, die mehrfach am DFB-Pokal teilnahm.

## Geschichte
Der SC Siegelbach wurde 1894 gegründet. Die Männermannschaft hatte ihre erfolgreichste Zeit direkt nach dem Zweiten Weltkrieg, als sie zwischen 1947 und 1952 mehrere Jahre in der Amateurliga Westpfalz antrat. 1954 stieg der Klub aus der 2. Amateurliga Westpfalz ab und verabschiedete sich damit zeitweise vom höherklassigen Fußball. Nach einem kurzen Intermezzo 1967/68 in der nunmehr viertklassigen 2. Amateurliga Westpfalz stieg die Mannschaft 1988 erneut in die Spielklasse auf, die nach der Einführung der Oberligen Ende der 1970er Jahre die fünfthöchste Spielklasse bildete. 1989 wurde die Spielklasse durch die Schaffung der Landesliga Südwest eine weitere Klasse zurückgestuft, im folgenden Jahr stieg jedoch der Klub in diese Spielklasse auf.
Parallel rückte die Frauenmannschaft des Klubs im deutschen Fußball nach vorne, erstmals trat sie bei der deutschen Meisterschaft 1987 überregional in Erscheinung. Bei der Einführung der Bundesliga im Sommer 1990 gehörte der Klub nicht zu den 20 ausgewählten Mannschaften, erreichte aber am Ende der Spielzeit die Aufstiegsrunde zur höchsten Spielklasse. Dort musste sie sich TSV Ludwigsburg geschlagen geben und wurde in der Dreigruppe hinter DFC Spöck Tabellenletzter. Ähnlich erging es ihr im folgenden Jahr, in der Spielzeit 1994/95 wurde sie immerhin hinter dem TSV Crailsheim Tabellenzweiter in der Aufstiegsrunde.
Während die Männer 1996 aus der Landesliga und zwei Jahre später der Bezirksliga abstiegen, schafften die Frauen noch regelmäßig die Teilnahme am DFB-Pokal. Später etablierte sich die Mannschaft in der drittklassigen Regionalliga Südwest, bevor die Siegelbacherinnen im Jahre 2012 absteigen mussten. Drei Jahre später gelang der Wiederaufstieg. 2017/18 stieg man sportlich ab, konnte aber dennoch in der Regionalliga verbleiben, da zu wenig Mannschaften gemeldet hatten.